# 生活なんて
『生活なんて』（せいかつなんて）は、オレンジスパイニクラブがワーナーミュージック・ジャパンから2024年7月3日にリリースしたメジャー1作目（通算3作目）のミニ・アルバム。

## 背景
前作『Crop』から約10か月ぶりとなるアルバム作品。テレビ東京系ドラマ25『ハコビヤ』の主題歌として書き下ろされ、デジタルシングルとして2024年1月に配信された「六号線」を含む7曲が収録されている。
本作は、同年5月8日に川崎駅前にて行われたゲリラライブでリリースがアナウンスされた。同日に公開されたジャケット写真にはメンバーが登場しており、これはオレンジスパイニクラブ史上初のことである。
通常盤と初回限定盤の2形態でリリースされ、初回限定盤に付録するM-CARDには、2023年12月に開催された全国ツアーファイナルのライブ映像が収録されている。このライブ映像から「イージーゴーイング」が2024年11月1日から12月11日までYoutubeで期間限定公開された。

## 収録曲
1. GET THE GLORY [2:59]
作詞・作曲：スズキナオト
編曲：オレンジスパイニクラブ
  - 2024年5月15日に先行配信
2. Last Night
作詞・作曲：スズキナオト
編曲：オレンジスパイニクラブ
  - ZIP-FM『CULTURE RADIO via TOKYO』エンディングテーマ
3. クソ気分ノイロウゼ
作詞・作曲：スズキユウスケ
編曲：オレンジスパイニクラブ
4. ティーンエイジャーソニック
作詞・作曲：スズキナオト
編曲：オレンジスパイニクラブ
5. 六号線 [3:28]
作詞・作曲：スズキナオト
編曲：オレンジスパイニクラブ
  - メジャー8th配信シングルの表題曲
  - テレビ東京系ドラマ25『ハコビヤ』主題歌
6. うちのめされないで
作詞・作曲：スズキユウスケ
編曲：オレンジスパイニクラブ
  - ABEMA『NOAH TIME』テーマソング
7. 生活なんて
作詞・作曲：スズキナオト
編曲：オレンジスパイニクラブ

M-CARD収録映像
2023年12月9日にZepp Shinjukuにて行われた『2nd Full Album「Crop」Release ONEMAN TOUR 2023 -見えないものに愛を-』の模様が収録されている。
1. Crop
2. ルージュ
3. タイムトラベルメロン
4. no reason
5. ノーバイブ
6. 洒落
7. 東京の空
8. 理由
9. ハルによろしく
10. タルパ
11. まいでぃあ
12. キンモクセイ
13. 9分間
14. ピンクフラミンゴ
15. hug.
16. パピコ
17. 君のいる方へ
18. 急ショック死寸前
19. モザイク
20. エブリディ・ロックンロール
21. 敏感少女
22. イージーゴーイング
23. スリーカウント